# Leucospis robusta
Leucospis robusta är en stekelart som beskrevs av Lewis H. Weld 1922. Leucospis robusta ingår i släktet Leucospis och familjen Leucospidae.
Artens utbredningsområde är Singapore. Inga underarter finns listade i Catalogue of Life.